# Svenne (bok)
Svenne är en ungdomsroman av Per Nilsson, utgiven 2006 på förlaget Rabén & Sjögren. Den handlar om Svenne - eller Fredrik Svensson, 18 år - som berättar sin historia om vad som hänt det senaste året, om hur han hamnat i ett politiskt spel som han inte kan komma ut från. 
Per Nilsson vann Augustpriset, bästa barn- och ungdomsbok, för Svenne år 2006.